# Boulder Burial im Burren

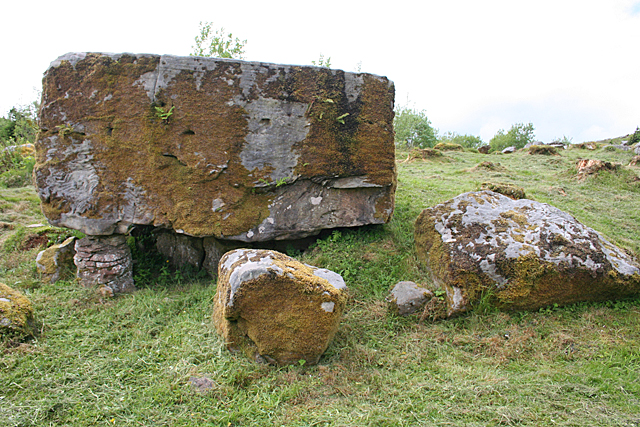
Boulder Tomb

Das Boulder Burial im Burren, einem Townland im County Cavan liegt etwa fünf Kilometer südlich der Grenzstadt Blacklion am „Cavan Way“ in Irland.
Der gewaltige Findling wurde angehoben und durch untergelegte Keilsteine in seine Position gebracht. Unter dem Boulder wurde eine Kammer aus dem Kalkstein gehauen. Jim Nolan fand Cup-and-Ring-Markierungen auf einem Felsblock am Weg zum Boulder Burial (auch Boulder Tomb). Ringmarkierungen wurden auch auf dem Boulder entdeckt. 
In der Nähe liegen die Portal Tombs im Townland Burren.